# Амбон
Амбон (индон. Ambon) је индонезијско острво површине 775 km² у провинцији Малуку. Припада групи Молучких острва.
Острво Амбон је дуго 51 km. Налази се на северу Банда мора, у близини суседног већег острва Серам. Највиши врх је на 1225 метара и вулканског је порекла.
Главни град Амбон има 270.000 становника, од којих су већина хришћани. У њему постоји аеродром и два универзитета.
Португалци су били први Европљани који су стигли до острва Амбон 1511. После су се за доминацију борили холандски и енглески трговци зачинима. Холанђани су масакрирали Енглезе 1623, за шта су морали да касније плате одштету и одрекну се острва Менхетн у Америци, али су задржали острво Амбон.
Хришћанско становништво острва је 1950-их покушало да се побуном отцепи од Индонезије (Република Малуку Селтан).